# Хамболт (Небраска)
Хамболт (енгл. Humboldt) град је у америчкој савезној држави Небраска.

## Демографија
По попису из 2010. године број становника је 877, што је 64 (-6,8%) становника мање него 2000. године.
| Група             | 2000.       | 2010.       |
| Белци             | 896 (95,2%) | 846 (96,5%) |
| Афроамериканци    | 6 (0,6%)    | 4 (0,5%)    |
| Азијати           | 1 (0,1%)    | 0 (0,0%)    |
| Хиспаноамериканци | 17 (1,8%)   | 12 (1,4%)   |
| Укупно            | 941         | 877         |